# Rivula striatura
Rivula striatura là một loài bướm đêm trong họ Erebidae.